# دان ديفين
دان ديفين (بالإنجليزية: Dan Devine)‏ هو لاعب كرة قدم أمريكية أمريكي، ولد في 22 ديسمبر 1924 في أوغستا في الولايات المتحدة، وتوفي في 9 مايو 2002 في تمبي في الولايات المتحدة.

## وصلات خارجية
- دان ديفين على موقع إن إن دي بي (الإنجليزية)